# Pauline Campanelli
Pour les articles homonymes, voir Campanelli.
Pauline Campanelli, née en 1943 et morte en 2001, est une artiste américaine spécialisée dans les natures mortes photoréalistes. Bien que son travail n'attire pas souvent des galeries ou des musées prestigieux, seul Andrew Wyeth vend plus de tableaux du vivant de Campanelli. Son tirage le plus vendu, Rose Berries se vend à près d'un million d'exemplaires. En plus de la peinture, elle écrit des livres sur les anciens rituels pré-chrétiens.

## Biographie
Pauline Eblé naît le 25 janvier 1943 dans le Bronx à New York. À l'âge de 3 ans elle contracte la polio, passant un an dans un poumon d'acier et un an et demi dans un hôpital. Elle est scolarisée à la maison avec des textes d'université jusqu'à l'âge de 13 ans et fréquente ensuite la high school de Ridgewood, New Jersey. Après avoir obtenu son diplôme, elle fréquente la Ridgewood School of Art et l'Art Students League of New York.
Le style de Campanelli est connu sous le nom de superréalisme ou photoréalisme et elle est surtout connue pour ses natures mortes d'objets ordinaires trouvés dans la nature tels que des fossiles, des coquillages, des nids d'oiseaux et ainsi de suite. Elle est influencée par Piet Mondrian ainsi que par le naturalisme et sa croyance dans le paganisme. Peintre méticuleuse, elle s'efforce de compléter les moindres détails avec précision. Au début de sa carrière, elle produit près de vingt tableaux par an, mais après 1990, elle n'en produit plus que six par an en moyenne. Même dans ces conditions, elle vend plus de peintures en tant qu'artiste vivante que n'importe quel autre peintre, excepté Andrew Wyeth et son tirage le plus vendu, Wild Rose Berries, se vend à près d'un million d'exemplaires.
En 1969, Eblé épouse son compagnon peintre Dan Campanelli et ils gagnent leur vie en enseignant des cours d'art et en vendant des tableaux. En 1976, ils font l'acquisition d'une ferme en pierre abandonnée et sans électricité dans le New Jersey. Comme ils ne peuvent pas obtenir de financement et n'ont pas d'économies, ils la restaure eux-mêmes à l'aide d'outils manuels. Eblé-Campanelli a abandonné son fauteuil roulant pour les mains et les genoux et a refait les planchers, tandis que Dan travaillait sur la structure affaissée. Ils pressent les raisins dans un pressoir à fruits antique, fabriquant leur propre vin ; Eblé-Campanelli met en conserve 400 pots de fruits par an ; et elle file la toison de leurs moutons dorsétiens en fils pour des projets. Leur travail et leur maison sont présentés dans Colonial Homes en mars-avril 1981 et dans Country Living Magazine en avril 1985. La même année, le New Jersey Network produit une émission de télévision du réseau PBS sur leurs œuvres d'art et leur vie.
Eblé-Campanelli et son mari ont étudié la sorcellerie et les rituels pré-chrétiens pour comprendre les pratiques anciennes et apporter une appréciation de leur vie rustique. Elle fait des recherches et écrit des livres, publiant son premier volume, Wheel of the Year: Living the Magical Life en 1989. Son plus célèbre livre, Ancient Ways: Reclaiming Pagan Traditions (1991) se vend à plus de 40 000 exemplaires.
Campanelli meurt le 29 novembre 2001 à son domicile près de Phillipsburg, à Pohatcong Township dans le New Jersey à la suite de complications de la polio.

## Sélection de publications
- Wheel of the year: living the magical life St. Paul, Minnesota: Llewellyn Publications (1989)
- Ancient ways: reclaiming pagan traditions St. Paul, Minnesota: Llewellyn Publications (1991)
- Rites of passage: the Pagan wheel of life St. Paul, Minnesota: Llewellyn Publications (1994)
- (avec Dan Capanelli) The art of Pauline & Dan Campanelli Greenwich, Connecticut: New York Graphic Society (1995)
- (avec Dan Capanelli) Holiday collectables: a price guide Gas City, Indiana: L-W Books, (1997)
- Pagan rites of passage St. Paul, Minnesota: Llewellyn Publications (1998)